# Igarapava
Igarapava là một đô thị ở bang São Paulo của Brasil. Đô thị này nằm ở vĩ độ 20º02'18" độ vĩ nam và kinh độ 47º44'49" độ vĩ tây, trên khu vực có độ cao 576 m. Dân số năm 2004 ước tính là 27.773 người. 

## Thông tin nhân khẩu
Dữ liệu dân số theo điều tra dân số năm 2000
Tổng dân số: 25.925
- Dân số thành thị: 24.037
- Dân số nông thôn: 1.888
- Nam giới: 12.762
- Nữ giới: 13.163

Mật độ dân số (người/km²): 55,50
Tỷ lệ tử vong trẻ sơ sinh dưới 1 tuổi (trên một triệu người): 16,48
Tuổi thọ bình quân (tuổi): 70,89
Tỷ lệ sinh (số trẻ trên mỗi bà mẹ): 2,07
Tỷ lệ biết đọc biết viết: 91,00%
Chỉ số phát triển con người (HDI-M): 0,790
- Chỉ số phát triển con người - Thu nhập: 0,719
- Chỉ số phát triển con người - Tuổi thọ: 0,765
- Chỉ số phát triển con người - Giáo dục: 0,886

(Nguồn: IPEADATA)

### Các xa lộ
- SP-330